# 충주 충렬사비
충주 충렬사비(忠州 忠烈祠碑)는 충청북도 충주시 단월동, 충렬사에 있는 조선시대의 석비이다. 2006년 10월 4일 충청북도의 유형문화재 제272호로 지정되었다.

## 개요
현재 충렬사 경내에 비각을 세워 보호하고 있는데 비신 앞뒤면에 총 1,420 여자가 새겨져 있다.
전면 상단에 좌행으로'어제달천충렬사비(御製達川忠烈祠碑)'라 전각(篆刻)하였는데 비제 다음 바로 본문을 쓰고 끝에 이 비문의 서자와 전자를 쓴사람을 밝히고 있다. 자헌대부 예조판서겸 직제학 이병모(李秉模)가 글을 쓰고 이조판서 윤동섬(尹東暹)이 전자를 썼다.

## 참고 자료
- 충주 충렬사비 - 국가유산청 국가유산포털